# Балтика (предприятие)
Та́ллинское произво́дственное шве́йное объедине́ние «Ба́лтика»  (эст. Tallinna Õmblustootmiskoondis „Baltika”) — крупное швейное предприятие Эстонской ССР.

## История предприятия
По данным с сайта преемника предприятия концерна «Baltika Group» годом рождения предприятия считается 1928 год, когда в Таллине на улице Веэренни квартала Веэренни по инициативе Хаима Каршенштейна (Haim Karshenstein) было основано предприятие «Джентльмен» (Gentleman), производившее дождевики.
Согласно энциклопедическому справочнику, изданному в 1979 году, годом основания предприятия является 1960 год, когда была создана швейная фабрика «Балтика», и в Таллине на улице Веэренни было построено новое производственное здание. В 1970 году предприятие стало называться Таллинское производственное швейное объединение «Балтика». В состав объединения вошла Валгаская швейная фабрика. В 1971 году в состав объединения вошла швейная фабрика «Вирулане» (Virulane).
После отделения Эстонии от Советского Союза, в 1991 году, решением Верховного совета Эстонской ССР предприятие было приватизировано акционерным обществом, созданным его работниками. Этот год считается годом ликвидации советского производственного объединения «Балтика».

## Производственная деятельность
Таллинское производственное швейное объединение «Балтика» выпускало мужскую и женскую верхнюю одежду (костюмы, пальто, шубы, куртки), школьную одежду для мальчиков, детские и женские брюки.
Объединение имело производственные участки в Антсла, Ахтме, Вильянди, Кейла-Йоа, Кунда, Тапа и Тырва.
В 1978 году было выпущено 161 200 костюмов и 286 700 пальто.
На 1 января 1979 года численность работников объединения составляла 3265 человек.
Директором с 1961 года и генеральным директором с 1974 года был Беньямин Мордкович Пи́вник.

## Культурная деятельность
В 1973 году женскому хору объединения «Балтика» было присвоено звание народного хора Эстонской ССР.

## Кинохроника
Киностудией «Таллинфильм» были сняты документальные фильмы о производственном швейном объединении «Балтика»:
- 1960 год — Uus vabrik Baltika / Новая фабрика «Балтика», режиссёр Игорь Ельцов (Igor Jeltsov) — Трудовой процесс на швейной фабрике «Балтика». На экране — Альма Виллуп (Alma Villup).
- 1960 год — Uus tsehh Baltikas / Новый цех на «Балтике», режиссёр Юло Тамбек (Ülo Tambek) — Трудовой процесс на швейной фабрике «Балтика».
- 1963 год — Õmblusvabrikus Baltika / На швейной фабрики «Балтика», режиссёр Владимир Парвель (Vladimir Parvel) — Производство новых моделей одежды на «Балтике». Установка телевизионного оборудования в цехах.
- 1965 год — Õmblusvabrikus Baltika / На швейной фабрике «Балтика», режиссёр Владимир Парвель (Vladimir Parvel) — Трудовой процесс и бытовое обслуживание работников на швейной фабрике «Балтика».
- 1971 год — Kutsesobivuse katsed Baltikas / Испытания на профпригодность на «Балтике», режиссёр Тойво Кузьмин (Toivo Kuzmin) — Тестирование профессиональной пригодности перед приёмом людей на работу.

Таллинское производственное швейное объединение «Балтика»
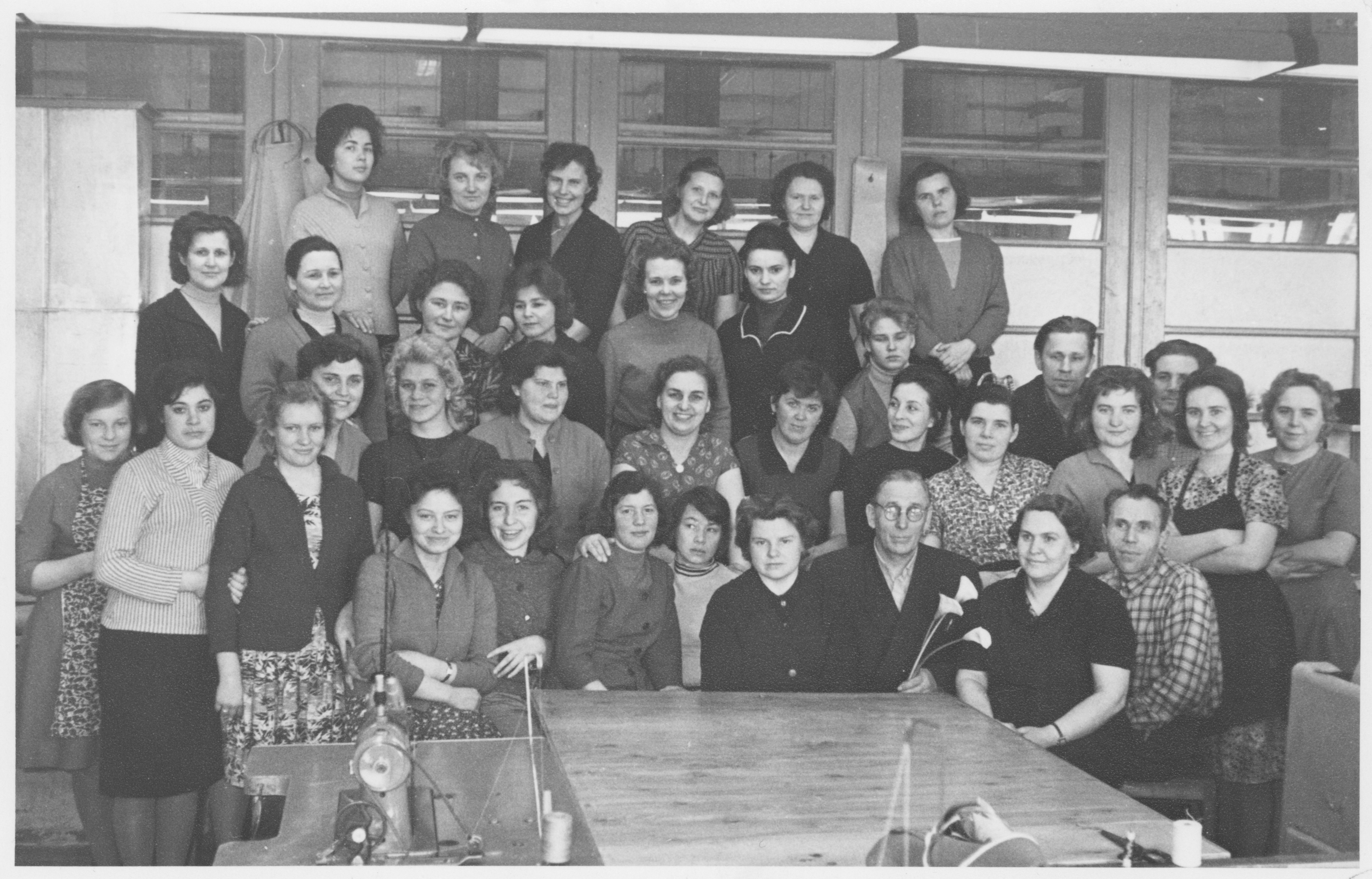
Коллективное фото работников одного из подразделений ПО «Балтика»
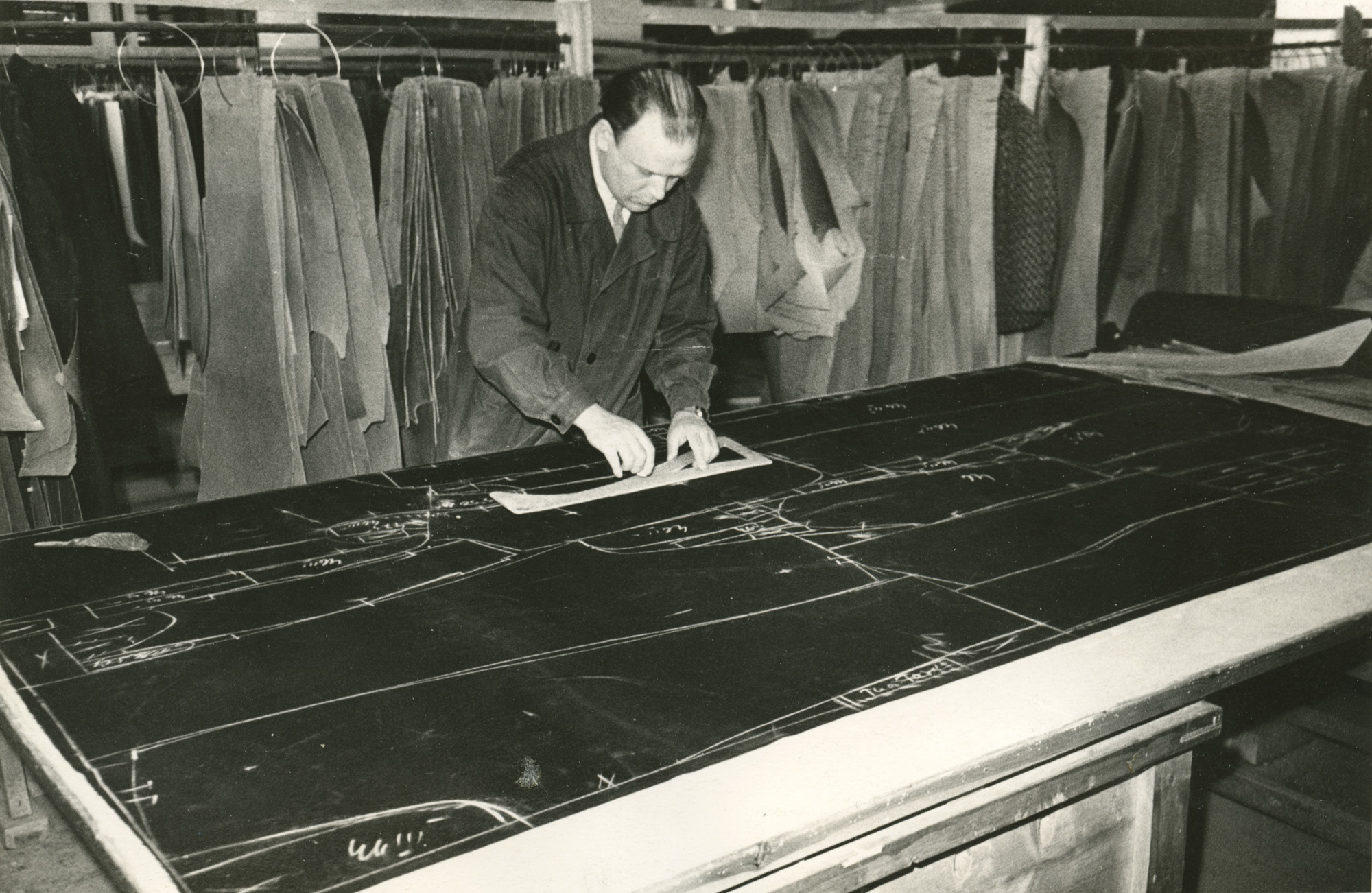
Подготовительный цех, 1963 год
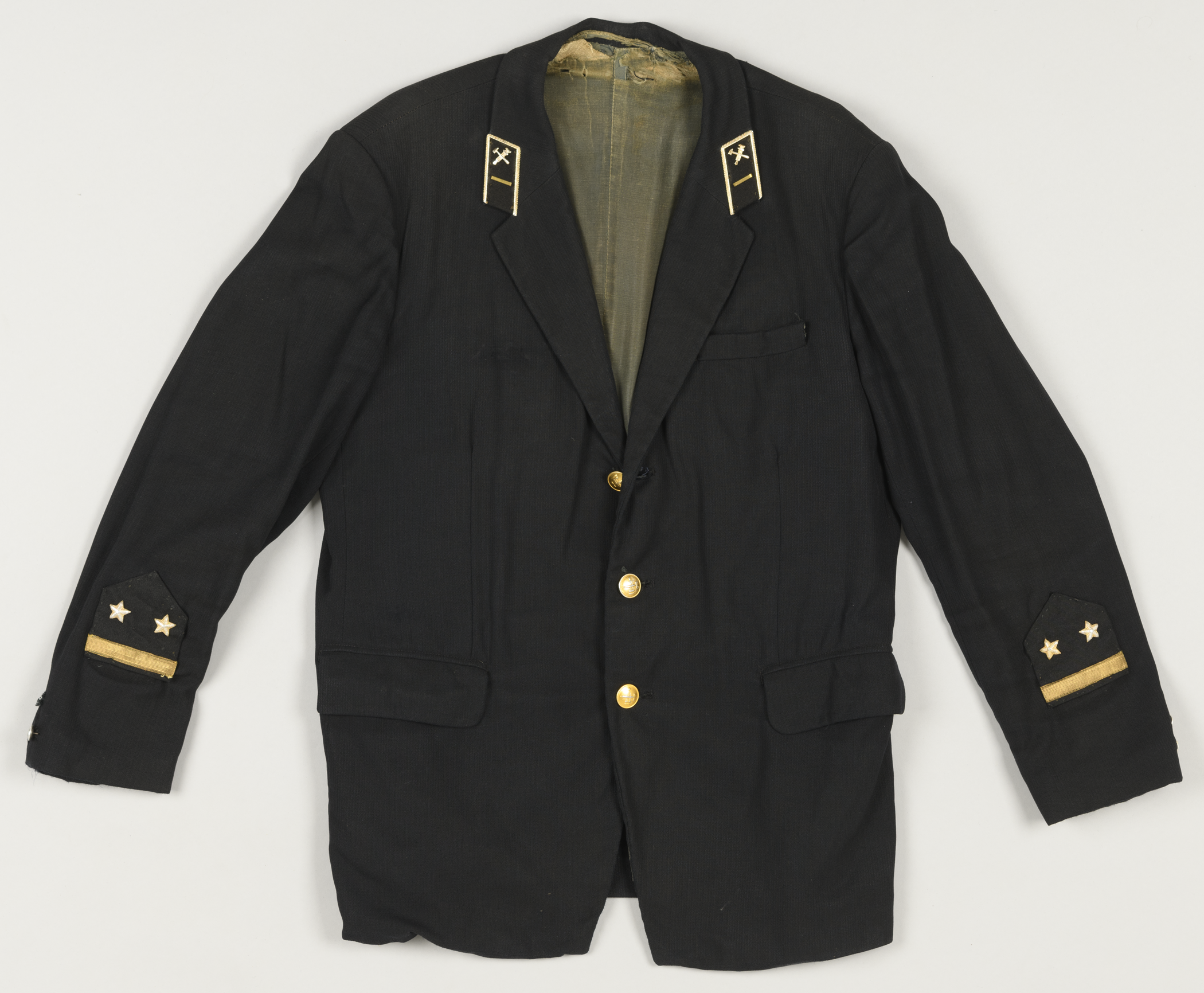
Куртка машиниста электропоезда, 1970-е годы